# Peyrolles, Aude

Peyrolles este o comună în departamentul Aude din sudul Franței. În 1 ianuarie 2022 avea o populație de 89 de locuitori.